# Private Dancer
Albums de Tina Turner
Love Explosion
(1979) Break Every Rule
(1986)
Singles
1. Let's Stay Together
Sortie : 7 novembre 1983
2. Help!
Sortie : 25 février 1984
3. What's Love Got to Do with It
Sortie : 4 juin 1984
4. Better Be Good to Me
Sortie : 12 septembre 1984
5. Private Dancer
Sortie : 28 octobre 1984 (États-Unis)
 17 février 1985 (Royaume-Uni)
6. I Can't Stand the Rain
Sortie : 1er mars 1985
7. Show Some Respect
Sortie : 4 mai 1985

Private Dancer est le cinquième album studio de Tina Turner. Il est paru en mai 1984 sur le label Capitol Records.

## Historique

### Production
Private Dancer a été enregistré dans son intégralité en Angleterre par plusieurs producteurs différents. C'est par cet album que Tina Turner connait à nouveau le succès après son divorce avec Ike Turner, les albums qu'elle enregistra à la fin des années 1970 n'ayant rencontré que très peu de succès.
C'est John S. Carter de Capitol Records qui a relancé sa carrière dans les années 1980. En effet, à la suite de l'enregistrement de Tina Turner avec le groupe B.E.F. du titre Ball of Confusion, une reprise de la chanson de The Temptations, sortie en 1982 en single et sur l'album Music of Quality And Distinction Volume One, John S. Carter fait signer l'artiste en 1983, malgré une opposition au sein de Capitol Records, et réussi son premier album pour le label.
Let's Stay Together a été produit par Martyn Ware (en) et Ian Craig Marsh (en) du groupe britannique Heaven 17. Terry Britten a produit What's Love Got to Do with It, titre teinté de reggae. Rupert Hine a produit Better Be Good to Me (qui a été écrit par Holly Knight, Mike Chapman et Nicky Chinn) et la plupart des autres chansons. John Carter produit Private Dancer, qui a été écrit par Mark Knopfler le guitariste et chanteur du groupe Dire Straits, et qui comprend un solo de guitare de Jeff Beck. Cette chanson devait initialement faire partie du quatrième album de Dire Straits Love over Gold. Help! a été enregistré avec The Crusaders.

### Sortie et réception
L'album compte sept titres qui ont fait l'objet de singles. Il est sorti le 29 mai 1984 et s'est vendu à plus de cinq millions d'exemplaires aux États-Unis et à plus de vingt millions dans le monde entier,. Sur la pochette Tina Turner porte une petite robe noire de son ami Alaïa.
En 1985, lors des 27e Grammy Awards, il obtient 4 Grammy sur les six pour lesquels il était sélectionné.
L'album a fait l'objet d'une remastérisation numérique en 1997 et est proposé avec sept titres bonus, dont trois ayant figuré en face B de précédents singles.
Il est cité en 2006 dans l'ouvrage de référence de Robert Dimery Les 1001 albums qu'il faut avoir écoutés dans sa vie.

## Liste des titres
- Les titres suivis de (*) ont fait l'objet de sortie en single.

| No  | Titre                             | Auteur                                       | producteur                                  | Durée |
| --- | --------------------------------- | -------------------------------------------- | ------------------------------------------- | ----- |
| 1.  | I Might Have Been Queen (en)      | J. Obstoj / Rupert Hine / J. West-Oram       | Rupert Hine                                 | 4:08  |
| 2.  | What's Love Got to Do with It (*) | Terry Britten / Graham Lyle                  | Terry Britten                               | 3:49  |
| 3.  | Show Some Respect (*)             | T. Britten / Sue Siffrin                     | T. Britten                                  | 3:19  |
| 4.  | I Can't Stand the Rain (*)        | Ann Peebles / D. Bryant / B. Miller          | T. Britten                                  | 3:40  |
| 5.  | Private Dancer (*)                | Mark Knopfler                                | Carter                                      | 7:16  |
| 6.  | Let's Stay Together (*)           | Willie Mitchell / Al Green / Al Jackson, Jr. | Martyn Ware / Greg Walsh                    | 5:15  |
| 7.  | Better Be Good to Me (*)          | Holly Knight / Nicky Chinn / Mike Chapman    | Rupert Hine                                 | 5:14  |
| 8.  | Steel Claw                        | Paul Brady                                   | Carter                                      | 3:48  |
| 9.  | Help! (*)                         | John Lennon / Paul McCartney                 | Wilton Felder / Joe Sample / Ndugu Chancler | 4:29  |
| 10. | 1984                              | David Bowie                                  | Martyn Ware / Greg Walsh                    | 3:10  |

| 11. | I Wrote a Letter                                                     | Inga Rumpf                                             | 3:25 |
| 12. | Rock and Roll Widow (face B de Help!)                                | Tom Snow                                               | 4:45 |
| 13. | Don't Rush the Good Things (face B de What's Love Got to Do with It) | Neil Gammack                                           | 3:46 |
| 14. | When I Was Young (face B de Better Be Good to Me)                    | Eric Burdon/ Victor Briggs/John Weider/Danny McCulloch | 3:11 |
| 15. | What's Love Got to Do with It (special extended mix)                 | Britten / Lyle                                         | 5:48 |
| 16. | Better Be Good to Me (extended version)                              | Knight / Chinn / Chapman                               | 7:02 |
| 17. | I Can't Stand the Rain (extended version)                            | Peebles / Bryant / Miller                              | 5:43 |

## Musiciens
- Tina Turner : chant, chœurs (1, 7, 8,).
- Jamie West-Oram : guitare (1, 7)
- Terry Britten : guitares (2-4), chœurs (2, 3)
- Jeff Beck : guitare (5, 8)
- Hal Lindes : guitare (5, 8)
- Ray Russell : guitare (6)
- Richie Zito : guitare (8)
- Charles Fearing : guitare (9)
- David T. Walker : guitare (9)
- John Illsley : basse (5, 8)
- Wilton Felder : basse (9), saxophone (9)
- Rupert Hine : basse (1, 7), claviers (1, 7), percussions (1, 7), chœurs (1, 7), programmation (1, 7)
- Nick Gleenie Smith (2-4), Bill Livsey : claviers (2, 3)
- Alan Clark : claviers (5, 8), percussions (5)
- Nick Plytas : piano (6, 10), synthétiseurs (6, 10)
- Joe Sample : piano (9), synthétiseurs (9)
- David Ervin : synthétiseurs (9), programmation (9)
- Graham Jarvis : Oberheim DX (2, 3)
- Trevor Morris, Graham Broad, Terry Williams, Leon "Ndugu" Chancler : batterie
- Julian Diggle, Carter, Frank Ricotti : percussions.
- Martyn Ware : batterie électronique, programmation, arrangements, chœurs
- Mel Collins, Gary Barnacle : saxophone.
- Cy Curnin, Tessa Niles, Glenn Gregory, Gwen Evans, Jessica Williams, Alex Brown : chœurs
- Greg Walsh : programmation, arrangements

## Charts et certifications

### Album
Charts
| Pays                                 | Durée du classement | Meilleur classement | Date              |
| ------------------------------------ | ------------------- | ------------------- | ----------------- |
| Allemagne (GfK Entertainment)        | 94 semaines         | 2e                  | 17 décembre 1984  |
| Australie (ARIA Charts)              | 31 semaines         | 7e                  | 10 septembre 1984 |
| Autriche (Ö3 Austria Top 40)         | 57 semaines         | 1er                 | 1er mai 1985      |
| Belgique (V) (Ultratop)              | 2 semaines          | 34e                 | 3 juin 2023       |
| Belgique (W) (Ultratop)              | 1 semaine           | 149e                | 3 juin 2023       |
| Canada (RPM)                         | 72 semaines         | 2e                  | 18 août 1984      |
| États-Unis (Billboard 200)           | 106 semaines        | 3e                  | 29 septembre 1984 |
| France (SNEP)                        | 6 semaines          | 14e                 | 25 novembre 1984  |
| Norvège (VG-lista)                   | 10 semaines         | 5e                  | 22 octobre 1984   |
| Nouvelle-Zélande (RMNZ Albums Top40) | 69 semaines         | 2e                  | 2 septembre 1984  |
| Pays-Bas (MegaCharts)                | 68 semaines         | 3e                  | 22 septembre 1984 |
| Royaume-Uni (UK Albums Chart)        | 150 semaines        | 2e                  | 26 août 1984      |
| Suède (Sverigetopplistan)            | 16 semaines         | 7e                  | 26 octobre 1984   |
| Suisse (Schweizer Hitparade)         | 90 semaines         | 3e                  | 21 avril 1985     |

Certifications
| Pays                | Certification | Ventes      | Date             |
| ------------------- | ------------- | ----------- | ---------------- |
| Allemagne           | 5 × Or        | 1 250 000 + | 1993             |
| Canada              | 7 × Platine   | 700 000 +   | 31 octobre 1985  |
| États-Unis          | 5 × Platine   | 5 000 000 + | 9 septembre 1987 |
| Finlande            | Or            | 33 500 +    | 1985             |
| France              | Or            | 100 000 +   | 1985             |
| Nouvelle-Zélande    | Platine       | 15 000 +    | 14 octobre 1984  |
| Royaume-Uni         | 3 × Platine   | 900 000 +   | 3 juin 1986      |
| Monde (Estimations) |               | 20 000 000  |                  |

### Singles
Let's Stay Together
| Chart                  | Durée du classement | Position | Date             | Certification |
| ---------------------- | ------------------- | -------- | ---------------- | ------------- |
| (Hot 100)              | 15 semaines         | 26e      | 24 mars 1984     | Argent        |
| (Single Top 100)       | 15 semaines         | 18e      | 6 février 1984   | Argent        |
| (Top 20 Singles Chart) | 1 semaine           | 19e      | 12 mars 1984     | Argent        |
| (V) (Ultratop)         | 9 semaines          | 7e       | 4 février 1984   | Argent        |
| (RPM Top Singles)      | 5 semaines          | 43e      | 3 mars 1984      | Argent        |
| (IRMA)                 | 6 semaines          | 15e      | 27 novembre 1983 | Argent        |
| (RMNZ Singles Top40)   | 16 semaines         | 4e       | 4 mars 1984      | Argent        |
| (Single Top 100)       | 9 semaines          | 5e       | 14 janvier 1984  | Argent        |
| (UK Singles Chart)     | 13 semaines         | 6e       | 4 décembre 1983  | Argent        |
| (Schweizer Hitparade)  | 1 semaine           | 28e      | 19 février 1984  | Argent        |

Help!
| Chart              | Durée du classement | Position | Date         |
| ------------------ | ------------------- | -------- | ------------ |
| (V) (Ultratop)     | 6 semaines          | 25e      | 24 mars 1984 |
| (Single Top 100)   | 7 semaines          | 14e      | 24 mars 1984 |
| (UK Singles Chart) | 6 semaines          | 40e      | 4 mars 1984  |

What's Love Got to Do with It
| Chart                    | Durée du classement | Position | Date               | Certifications              |
| ------------------------ | ------------------- | -------- | ------------------ | --------------------------- |
| (Hot 100)                | 28 semaines         | 1er      | 1er septembre 1984 | Platine · Or · Or · Platine |
| (Mainstream Rock Tracks) | 4 semaines          | 51e      | 1er septembre 1984 | Platine · Or · Or · Platine |
| (Adult Contemporary)     | 20 semaines         | 8e       | 25 août 1984       | Platine · Or · Or · Platine |
| (Single Top 100)         | 23 semaines         | 7e       | 15 octobre 1984    | Platine · Or · Or · Platine |
| (Top 20 Singles Chart)   | 12 semaines         | 1er      | 10 septembre 1984  | Platine · Or · Or · Platine |
| (Ö3 Austria Top 40)      | 12 semaines         | 4e       | 15 octobre 1984    | Platine · Or · Or · Platine |
| (V) (Ultratop)           | 5 semaines          | 20e      | 27 octobre 1984    | Platine · Or · Or · Platine |
| (RPM Top Singles)        | 18 semaines         | 1er      | 8 septembre 1984   | Platine · Or · Or · Platine |
| (Single Top 100)         | 16 semaines         | 21e      | 3 novembre 1984    | Platine · Or · Or · Platine |
| (IRMA)                   | 9 semaines          | 4e       | 8 juillet 1984     | Platine · Or · Or · Platine |
| (FIMI)                   | —                   | 21e      | 1984               | Platine · Or · Or · Platine |
| (VG-lista)               | 1 semaine           | 10e      | 12 novembre 1984   | Platine · Or · Or · Platine |
| (RMNZ Singles Top40)     | 19 semaines         | 3e       | 22 juillet 1984    | Platine · Or · Or · Platine |
| (Single Top 100)         | 11 semaines         | 10e      | 29 septembre 2023  | Platine · Or · Or · Platine |
| (UK Singles Chart)       | 18 semaines         | 3e       | 5 août 1984        | Platine · Or · Or · Platine |
| (Sverigetopplistan)      | 6 semaines          | 4e       | 26 octobre 1984    | Platine · Or · Or · Platine |
| (Schweizer Hitparade)    | 18 semaines         | 8e       | 23 septembre 1984  | Platine · Or · Or · Platine |

Better Be Good to Me
| Chart                    | Durée du classement | Position | Date              | Certification |
| ------------------------ | ------------------- | -------- | ----------------- | ------------- |
| (Hot 100)                | 21 semaines         | 5e       | 24 novembre 1984  | Or            |
| (Mainstream Rock Tracks) | 9 semaines          | 32e      | 20 octobre 1984   | Or            |
| (Single Top 100)         | 23 semaines         | 7e       | 15 octobre 1984   | Or            |
| (AMR Singles Chart)      | —                   | 28e      | 15 octobre 1984   | Or            |
| (V) (Ultratop)           | 2 semaines          | 33e      | 5 janvier 1985    | Or            |
| (RPM Top Singles)        | 16 semaines         | 6e       | 1er décembre 1984 | Or            |
| (IRMA)                   | 2 semaines          | 21e      | 9 septembre 1984  | Or            |
| (RMNZ Singles Top40)     | 6 semaines          | 22e      | 21 octobre 1984   | Or            |
| (Single Top 100)         | 7 semaines          | 22e      | 26 janvier 1985   | Or            |
| (UK Singles Chart)       | 5 semaines          | 45e      | 30 septembre 1984 | Or            |

Private Dancer
| Chart                | Durée du classement | Position | Date             | Certification |
| -------------------- | ------------------- | -------- | ---------------- | ------------- |
| (Hot 100)            | 18 semaines         | 7e       | 23 mars 1985     | Argent        |
| (Adult Contemporary) | 13 semaines         | 30e      | 6 avril 1985     | Argent        |
| (Single Top 100)     | 14 semaines         | 20e      | 3 décembre 1984  | Argent        |
| (AMR Singles Chart)  | —                   | 21e      | 17 décembre 1984 | Argent        |
| (V) (Ultratop)       | 8 semaines          | 5e       | 24 novembre 1984 | Argent        |
| (RPM Top Singles)    | 30 semaines         | 11e      | 9 mars 1985      | Argent        |
| (IRMA)               | 5 semaines          | 14e      | 18 novembre 1984 | Argent        |
| (RMNZ Singles Top40) | 10 semaines         | 5e       | 3 février 1985   | Argent        |
| (Single Top 100)     | 12 semaines         | 4e       | 3 novembre 1984  | Argent        |
| (UK Singles Chart)   | 9 semaines          | 26e      | 2 décembre 1984  | Argent        |

I Can't Stand the Rain
| Chart                 | Durée du classement | Position | Date            |
| --------------------- | ------------------- | -------- | --------------- |
| (UK Singles Chart)    | 3 semaines          | 57e      | 3 mars 1985     |
| (Single Top 100)      | 14 semaines         | 9e       | 20 mai 1985     |
| (Ö3 Austria Top 40)   | 12 semaines         | 6e       | 15 juin 1985    |
| (IRMA)                | 2 semaines          | 20e      | 24 février 1985 |
| (Schweizer Hitparade) | 10 semaines         | 15e      | 26 mai 1985     |

Show Some Respect
| Chart                | Durée du classement | Position | Date          |
| -------------------- | ------------------- | -------- | ------------- |
| (Hot 100)            | 10 semaines         | 37e      | 1er juin 1985 |
| (RPM Top Singles)    | 13 semaines         | 42e      | 25 mai 1985   |
| (RMNZ Singles Top40) | 2 semaines          | 41e      | 12 mai 1985   |

## Grammy Awards
| Année | Gagnant                       | Catégorie                                 |
| ----- | ----------------------------- | ----------------------------------------- |
| 1985  | Better Be Good to Me          | Meilleure performance vocale féminine pop |
| 1985  | What's Love Got to Do with It | Meilleure performance vocale féminine pop |
| 1985  | What's Love Got to Do with It | Enregistrement de l'année                 |
| 1985  | What's Love Got to Do with It | Chanson de l'année                        |